# پالوما پیکاسو
پالوما پیکاسو (فرانسوی: Paloma Picasso‎؛ زادهٔ ۱۹ آوریل ۱۹۴۹) کارآفرین، طراح رقص و مُد، نقاش و طراح جواهر اهل فرانسه است که بیشتر به خاطر طراحی جواهر برای شرکت تیفانی اند کو. شهرت دارد. او کوچکترین دختر پابلو پیکاسو نقاش مشهور اسپانیایی‌ست.
از فیلم‌هایی که در آن بازی کرده حکایت‌های غیراخلاقی را می‌توان نام برد.